# Gemelliporidra pertusa
Gemelliporidra pertusa är en mossdjursart som först beskrevs av Smitt 1873.  Gemelliporidra pertusa ingår i släktet Gemelliporidra och familjen Hippaliosinidae.
Artens utbredningsområde är Mexikanska golfen. Inga underarter finns listade i Catalogue of Life.